# Couvre-feu
Pour les articles homonymes, voir Couvre-feu (homonymie).

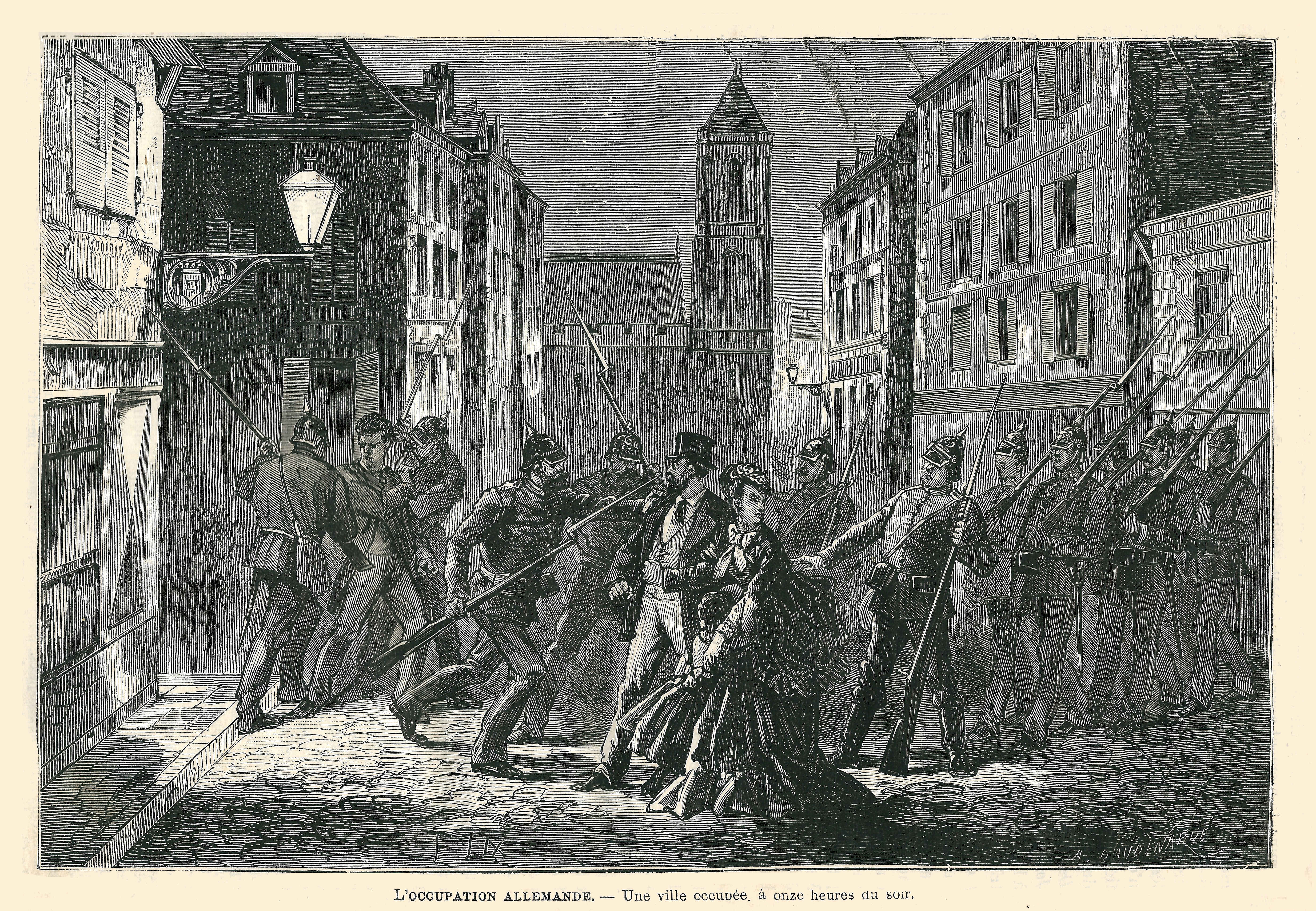
Une patrouille du couvre-feu arrête des noctambules dans une ville occupée, à onze heures le soir, durant la guerre franco-prussienne.

Un couvre-feu est une interdiction à la population de circuler dans la rue durant une certaine période de la journée, qui est généralement la nuit et tôt le matin. Elle peut être appliquée en temps de guerre ou de paix. Elle est ordonnée par le gouvernement ou tout responsable d'un pays, d'une région ou d'une ville. Cette mesure est souvent décrétée lors de la déclaration de la loi martiale ou de l'état de siège voire de crise sanitaire. Le couvre-feu peut se limiter aux mineurs (États-Unis, Anti-Social Behaviour Act de 2003 en Grande-Bretagne, etc).
Son but est de permettre aux forces de l'ordre, civiles ou militaires, de mieux assurer la sécurité de la zone sous couvre-feu, de limiter la libre circulation d'une certaine catégorie de personnes, comme les femmes ou les mineurs, ou de protéger les populations d'un danger.

## Par période

### Moyen Âge

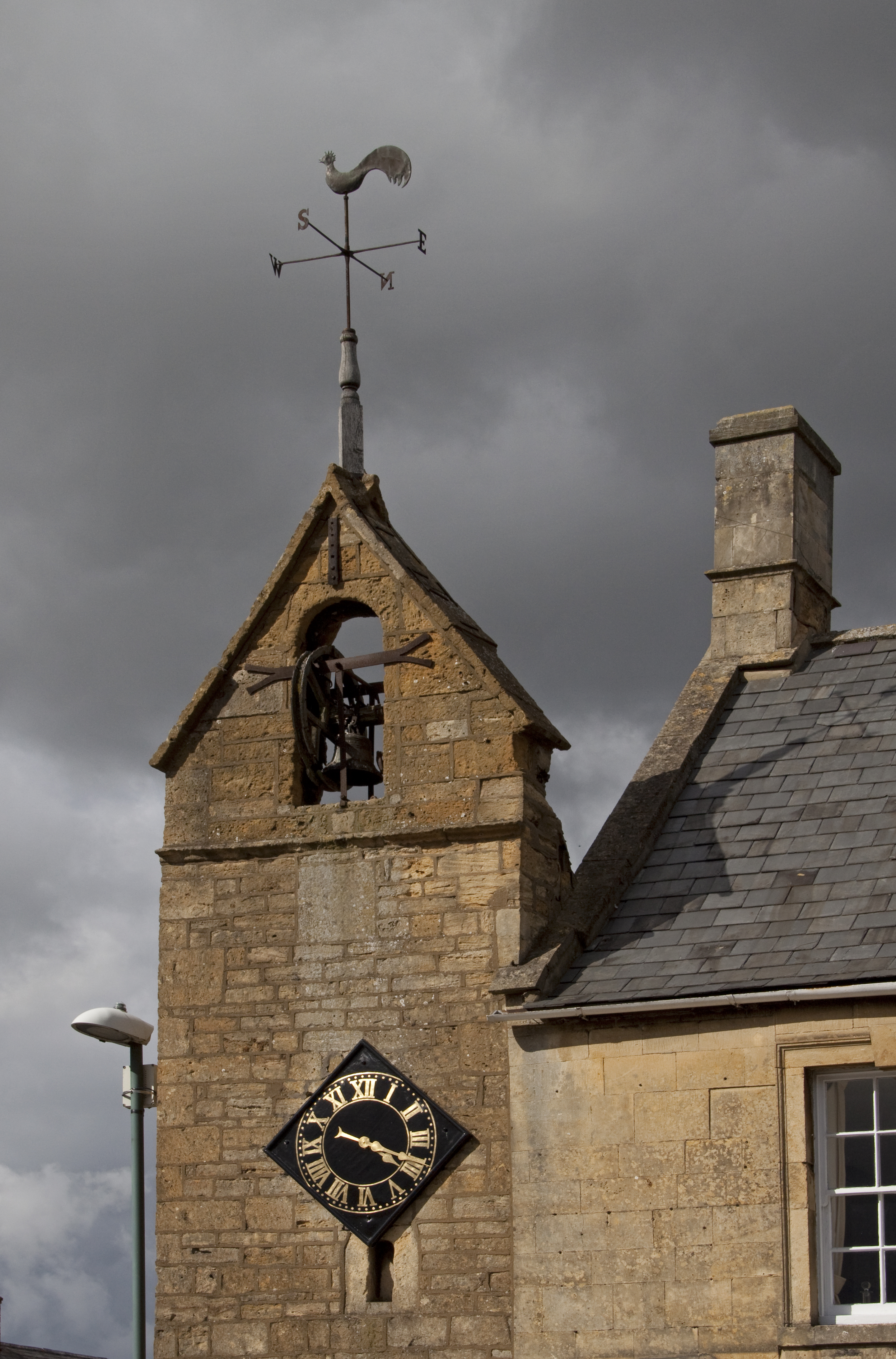
Cloche de couvre-feu à Moreton-in-Marsh (Angleterre).

L'historiographie anglaise suggère que le couvre-feu fut une mesure répressive imposée par Guillaume le Conquérant aux Anglo-Saxons en 1068, probablement dans le but d'empêcher une rébellion et les fréquents incendies des habitations en bois à la suite de feux laissés imprudemment allumés. Cette mesure obligeait ainsi les habitants à couvrir le feu jusqu’à extinction, de 8 heures du soir à 6 heures du matin. Pour le chercheur Lionel Cresswell, l'origine anglo-normande du couvre-feu relève du mythe car cette coutume existait depuis longtemps sur tout le territoire français, britannique, espagnol et italien. Le roi des Anglo-Saxons Alfred le Grand aurait ainsi mis en place une cloche de couvre-feu (en) à Oxford dès le IXe siècle.
Le couvre-feu est assez courant dans les villes occidentales au Moyen Âge. Une cloche le signale à la tombée de la nuit pour indiquer qu'il est temps de recouvrir les feux d'un couvercle de fonte, : le couvre-feu est une mesure préventive contre les incendies qui menacent les maisons en bois, mais il sert aussi de régulation des horaires de travail et de sûreté publique.
Au XIXe siècle avec la généralisation de l'éclairage public, l'impératif du couvre-feu disparait peu à peu.

### Seconde Guerre mondiale
Le couvre-feu est généralisé par la Wehrmacht dans les territoires occupés.
Entré en vigueur dès le début de l’occupation à Paris, le 14 juin 1940, le couvre-feu instauré de 20 h à 6 h n’a pas été imposé de façon linéaire jusqu’à la libération de Paris, le 25 août 1944. Le premier, mis en place lors de l'entrée des troupes allemandes, n’a duré que 48 heures.

## Par pays

### En France
Le couvre-feu est une des mesures préconisées par la doctrine de la « guerre contre-insurrectionnelle ». Pendant la bataille d'Alger, il a ainsi permis à l'armée française d'arrêter à domicile, la nuit, les personnes soupçonnées de soutenir le FLN.
Le couvre-feu a été utilisé en métropole : c'est ainsi lors d'une manifestation pacifique contre le couvre-feu pour tous les « Français musulmans d'Algérie » qu'a eu lieu le massacre du 17 octobre 1961 à Paris.
Des couvre-feux ont été mis en place localement pour les mineurs. Ceux-ci concernaient certaines communes qui, en été, rencontraient des incivilités commises par des mineurs. Les maires de ces communes ont pris des arrêtés municipaux de couvre-feu pour les moins de 13 ans, entre 23 heures et 6 heures, et dans certains quartiers de la ville.
La tradition de la cloche de couvre-feu subsiste dans quelques rares villes en France : Pont-Audemer, La Cambe, Neuwiller-lès-Saverne, Benfeld, Arbois, Ribeauvillé ou encore Strasbourg avec la Zehnerglock située dans le beffroi de la cathédrale qui sonne tous les soirs à 22h06.
Lors des émeutes de 2005 dans les banlieues françaises et en vertu du décret de l'état d'urgence, quelques villes ont mis en place un couvre-feu, notamment Le Raincy en Seine-Saint-Denis, et également Marmande.
À la suite des attentats du 13 novembre 2015 en France, un couvre-feu a été mis en place par la ville de Sens dans le quartier des Champs-Plaisants du 20 au 23 novembre de 22 h à 6 h.
Lors du mouvement des Gilets jaunes débuté en novembre 2018 à La Réunion, l'activité économique est paralysée, les routes bloquées, les établissements scolaires, et structures de l'État fermées. Des renforts policiers sont envoyés depuis la métropole. Un couvre-feu est instauré du 20 au 24, de 21 h à 6 h, dans 14 villes de l'île.
Durant la pandémie de Covid-19, de nombreuses villes imposent un couvre-feu par arrêté municipal dans le but de rendre plus efficace le confinement national.
Le 14 octobre 2020, Emmanuel Macron annonce la mise en place d'un couvre-feu pour les agglomérations de Paris, l'Ile-de-France, Rouen, Lyon, Grenoble, Marseille, Toulouse, Montpellier, Lille et Saint-Étienne de 21 h à 6 h pour quatre semaines au moins à partir du vendredi 16 octobre à minuit. À partir du samedi 24 octobre, 54 départements appliquent le couvre-feu ainsi que la Polynésie française. Cela concerne plus de 46 millions de personnes.
À partir du 16 janvier 2021, le couvre-feu est appliqué de 18 h à 6 h sur tout le territoire métropolitain. Son application est ensuite repoussée d'une heure le soir (donc, de 19 h à 6 h), le 20 mars 2021 puis à 21h à partir du 19 mai 2021 et prend fin le 20 juin 2021.

### Aux États-Unis
Les États et les municipalités des États-Unis ont parfois décrété des couvre-feux à l'encontre de l'ensemble de la population, souvent en raison de conditions météorologiques extrêmement défavorables ou de troubles politiques.
En 2015, la ville de Baltimore à la suite de manifestations décrète un couvre-feu pour cinq jours et interdit à tous les citoyens de sortir à l'extérieur de 22 heures à 5 heures du matin, à l'exception de ceux qui se rendaient au travail ou en revenaient et de ceux qui avaient des urgences médicales.
En 2020, des couvre-feux à l'échelle de la ville sont promulgués dans les grandes villes du pays en raison de manifestations concernant le meurtre de George Floyd.

### Au Canada
Le Canada n'a jamais imposé un couvre-feu à ses citoyens. En revanche, les autorités du Québec ont parfois recouru à cet outil.
Durant la Seconde Guerre mondiale, pendant un certain temps par la crainte d'une invasion allemande, un exercice de celui-ci, sous une forme légèrement différentes de celles pratiquées ailleurs, se faisait à Québec. Les sirènes de casernes retentissaient vers 22h, surtout pour aviser les citoyens d'éteindre leur éclairage privé. Dix minutes plus tard, une deuxième sirène sonnait pour la fermeture des lumières publiques. Finalement, les cloches paroissiennes sonnaient pour aviser la fin de l'exercice.
Un couvre-feu est mis en place afin d'éviter les contacts sociaux durant la pandémie de COVID-19 début janvier à la grandeur du territoire québécois de 20 h à 5 h. Le couvre-feu sera plus tard retardé d'une heure trente partout, dans un premier cas dans les zones orange dans un deuxième temps dans les zones rouge. Il est levé dans certaines zones et devrait être complètement levé le 28 mai 2021. À la suite d’une forte hausse des cas au début de l'hiver 2021, le couvre-feu est réinstauré sur l'ensemble du territoire québécois à compter du 31 décembre 2021 jusqu’au 17 janvier 2022. En 2022, une étude concluait que l’imposition du couvre-feu au Québec n’avait pas eu d’impact sur le nombre de cas de COVID-19.

## Aviation
Par analogie, le terme de « couvre-feu » est souvent utilisé pour désigner les restrictions concernant les atterrissages et décollages de nuit sur certains aéroports, aux fins de lutte contre le bruit.

## Dans la culture

### Dans l'architecture
La tour du Couvre-feu (Curfew Tower) est située derrière l'ancien cloître du Château de Windsor. Cette tour est une des structures les plus anciennes de la partie basse de ce château britannique, appartenant à la famille royale britannique, son origine remontant au XIIIe siècle. L'intérieur de la tour abrite un ancien donjon et les restes d'une poterne.

### Au cinéma
Le film La Traversée de Paris, réalisé par Claude Autant-Lara, avec Bourvil et Jean Gabin comme acteurs principaux et sorti en 1956, évoque en très grande partie la période de couvre-feu imposée par les autorités allemandes durant la Seconde guerre mondiale.
Le film américain réalisé par Edward Zwick The Siege qui fut exploité en France sous le titre Couvre-feu, sorti en 1998, évoque en fait la ville et la population de New York, placés sous loi martiale et l'état d'urgence.
Dans le film V pour Vendetta (lui-même adapté du comics éponyme), un couvre-feu est mis en place.

### Dans la littérature
Lancelot Hamelin a publié en 2012 Le Couvre-feu d'octobre, un roman centré en partie sur le couvre-feu mis en place en Algérie en 1957.